# Benešov u Semil
Benešov u Semil är en ort i Tjeckien. Den ligger i den norra delen av landet, 90 km nordost om huvudstaden Prag. Benešov u Semil ligger 416 meter över havet och antalet invånare är 834.
Terrängen runt Benešov u Semil är kuperad åt nordväst, men åt sydost är den platt. Runt Benešov u Semil är det ganska tätbefolkat, med 75 invånare per kvadratkilometer. Närmaste större samhälle är Jablonec nad Nisou, 19,3 km nordväst om Benešov u Semil. Omgivningarna runt Benešov u Semil är en mosaik av jordbruksmark och naturlig växtlighet.